# Amelsbach
Der Amelsbach ist ein Gewässer im Bauland im Gebiet der Gemeinde Seckach des Neckar-Odenwald-Kreises im nördlichen Baden-Württemberg. Nach knapp 2 km langem Lauf nach Nordosten mündet er abwärts der Hage(n)mühle von Seckach von rechts in den Oberlauf der Seckach.

## Name
Vermutlich leitet sich das Bestimmungswort vom alemannischen Wort Amel für 'Kirsche' ab.

## Geographie

### Verlauf
Der Amelsbach entsteht in einer locker von Bäumen bestandenen kleinen Nasswiese im Gewann Kränzlein etwa 1,2 km östlich des Dorfes Kleineicholzheim der Nachbargemeinde Schefflenz nahe an der Straße von Oberschefflenz nach Seckach. Dort beginnt auf etwa 319 m ü. NHN ein anfangs weniger als einen halben Meter breiter Graben, der nach Nordosten läuft. Nach einem kurzen Abschnitt zwischen Feld und Wiese durchfließt er etwas breiter und ganz überwachsen nordwärts eine weitere kleine Nasswiese und wendet sich dann inmitten eines Wiesenstreifens und mit kahlen Ufern wieder nach Nordosten, eine Richtung, die er nun bis zur Mündung beibehalten wird.
Am flachen linken Hang tritt die Bahnstrecke Neckarelz–Osterburken aus dem Eicholzheimer Tunnel und folgt dann dem Gewässer in allenfalls hundert Metern Abstand. Dort beginnt eine etwa 800 Meter lange, zweimal kurz aussetzende Baumgalerie oft nur rechtsseits des sich naturnah leicht schlängelnden Baches. Das Gehölz greift anfangs etwas weiter nach rechts aus. Durch Baumwurzeln im Lauf entstanden kleine Abstürze, das Bett ist bis zu einem Meter tief eingegraben und auch die Breite kann einen Meter erreichen, rechtsseits liegt das Ufer meist höher. Ein schon lange zwischen Bahn und Bach laufender Feldweg quert ihn schließlich. Wenig weiter abwärts kreuzt ihn die rechts der Seckach laufende L 583 Großeicholzheim-Seckach und einen Steinwurf weiter fließt der Bach auf etwa 278 m ü. NHN in die obere Seckach ein, die sich dort kurz nach der Hage(n)mühle von Seckach von Südost- auf Ostlauf wendet.
Der Amelsbach mündet nach 1,8 km langem Lauf mit mittlerem Sohlgefälle von etwa 22 ‰ rund 41 Höhenmeter unterhalb seines Ursprungs im Kränzlein.

### Einzugsgebiet
Das etwa 2,5 km² große Einzugsgebiet des Amelsbachs wird naturräumlich zum Unterraum Schefflenzgäu des Baulandes gerechnet. Sein mit 365,2 m ü. NHN höchster Punkt liegt auf der östlichen Wasserscheide nahe der Südspitze auf dem Hügelrücken Kamm. Auf nur etwa einem Siebtel davon steht in Randlagen Wald, überwiegend am Hang der sich rechtsseits nahe des Bachs erhebenden Buchhälde, das übrige Gebiet ist, abseits des engen Talgrundes mit nicht einmal durchgehend Grünland um den Bach, weit überwiegend Ackerland. Die geringe Besiedlung beschränkt sich auf einen Teil des auf der nördlichen Wasserscheide stehenden Wohnplatzes Bannholzsiedlung von Seckach und dessen Schützenhaus auf der Buchhälde. Fast das ganze Gebiet liegt in den Grenzen der Gemeinde Seckach, ausgenommen einen schmalen Randstreifen im Südwesten, der zur Nachbargemeinde Schefflenz gehört.
Reihum grenzen die Einzugsgebiete der folgenden Nachbargewässer an:
- Im Osten jenseits der Buchhälde zieht ein kurzer Bach durchs Gewann Märzenquelle, und der etwas längere Schmaldergraben fließt weiter abwärts zur Seckach;
- im Südosten liegt das Quellgebiet des noch viel tiefer in die Seckach einfließenden Fischbachs;
- im Westen nimmt die obere Schefflenz den Abfluss zur anderen Seite auf und führt ihn unterhalb der Seckach der Jagst zu;
- im Norden gibt es keinen konkurrierenden offenen Zufluss zur Seckach oberhalb des Amelsbachs.

### Zuflüsse
- (Graben aus dem Rück), von links und Westnordwesten auf etwa 295 m ü. NHN gegenüber der Buchhälde, ca. 0,6 km[LUBW 6] und unter 0,4 km².[LUBW 3] Entsteht auf etwa 315 m ü. NHN mitten in einem Feld im Gewann Rück. Unbeständig.

## Geologie
Das Einzugsgebiet liegt in der Muschelkalk-Landschaft des Baulandes. Rechtsseits des Baches streicht am Hangfuß Mittlerer Muschelkalk aus, darüber liegt Oberer Muschelkalk, der auch die südwestliche Wasserscheide bedeckt. Dagegen bleiben die linken Randhöhen im Mittleren Muschelkalk, sind jedoch am Mittel- und Unterhang großflächig mit Lösssediment aus viel jüngerer quartärer Ablagerung überdeckt. Teile der Talflanken im Muschelkalk sind mit Hangschutt bedeckt. Der Bach selbst läuft in einem mehr oder weniger breiten holozänen Schwemmlandband.

## Schutzgebiete
Das gesamte Einzugsgebiet liegt im Naturpark Neckartal-Odenwald.

### LUBW
Amtliche Online-Gewässerkarte mit passendem Ausschnitt und den hier benutzten Layern: Lauf und Einzugsgebiet des Amelsbachs

Allgemeiner Einstieg ohne Voreinstellungen und Layer: Daten- und Kartendienst der Landesanstalt für Umwelt Baden-Württemberg (LUBW) (Hinweise)
1. 1 2  Höhe nach dem Höhenlinienbild auf dem Hintergrundlayer Topographische Karte.
2. ↑  Länge nach dem Layer Gewässernetz (AWGN).
3. 1 2  Einzugsgebiet abgemessen auf dem Hintergrundlayer Topographische Karte.
4. ↑  Natur teilweise nach dem Layer Geschützte Biotope.
5. ↑  Höhe nach grauer Beschriftung auf dem Hintergrundlayer Topographische Karte.
6. ↑  Länge abgemessen auf dem Hintergrundlayer Topographische Karte.
7. ↑  Schutzgebiet nach dem einschlägigen Layer.

### Andere Belege
1. ↑  Berthold Schmitt, Manfred Kilian: 1200 Jahre Seckach - 788-1988. Heimatverein Seckach e.V., Buchen 1988, S. 212.
2. ↑  Wolf-Dieter Sick: Geographische Landesaufnahme: Die naturräumlichen Einheiten auf Blatt 162 Rothenburg o. d. Tauber. Bundesanstalt für Landeskunde, Bad Godesberg 1962. → Online-Karte (PDF; 4,7 MB)
3. ↑  Geologie nach den Layern zu Geologische Karte 1:50.000 auf: Mapserver des Landesamtes für Geologie, Rohstoffe und Bergbau (LGRB) (Hinweise)